# بندر بندینگ رودریگز
بندر بندینگ رودریگز یا بندر نام یکی از شخصیت‌های اصلی مجموعه پویانمایی فوتوراما است. وجه تسمیه نام اش (Bender) به خاطر تخصص وی در «خم کردن» است. بندر در مجموعه رباتی است که شغل آشپزی سفینه و دستیار فروش شرکت حمل و نقل را بر عهده دارد. بندر به عنوان ضد قهرمان مجموعه، در یکی از قسمت‌ها به عنوان رباتی با شخصیت «الکلی، جنده‌باز، دودی و قمارباز» یاد شده‌است.

## حضور در خارج از مجموعه
- چنانچه در نوار آدرس موزیلا فایرفاکس ۳ عبارت "about:robots" تایپ شود، یکی از جملات عبارت زیر خواهد بود.

Robots have shiny metal posteriors which should not be bitten.
که صورت "مودبانه" یکی از تکیه کلام‌های بندر است.
- در یک نظر سنجی  بندر به عنوان "بدترین ربات" بعد از ربات مجموعه ترمیناتور قرار گرفت.